# Alfons Paulus
Alfons Paulus (* 8. Dezember 1918 in Saarbrücken-Malstatt; † 28. November 1987 in Losheim) war ein deutscher Arzt und Politiker der SVP.

## Leben und Werdegang
Paulus studierte Medizin an der Universität Heidelberg und gehörte seit 1938 der Kameradschaft Victor von Scheffel (später wieder Burschenschaft Frankonia Heidelberg) an. Nachdem er sein Studium mit der Promotion zum Dr. med. abgeschlossen hatte, begann Paulus seine Laufbahn als Arzt und ließ sich 1948 mit einer Praxis in Losheim nieder. 1953 erfolgte seine erste Wahl in die Vertreterversammlung der Kassenärztlichen Vereinigung (KV) Saar. 1964 wurde er zum ersten Vorsitzenden des saarländischen Landesverbandes des Berufsverbandes der Praktischen Ärzte und Ärzte für Allgemeinmedizin Deutschlands (BPA) gewählt. Später war er Schatzmeister der BPA auf Bundesebene und von 1973 bis 1974 deren erster Bundesvorsitzender. Von März 1967 bis 1983 bekleidete er das Amt des Vorsitzenden der KV Saar, in dieser Zeit gehörte er vier Jahre lang dem Vorstand der Kassenärztlichen Bundesvereinigung an. 1974 wurde er zum Sanitätsrat ernannt. 1981 wurde Paulus zum Vorsitzenden des saarländischen Landesfachausschusses für Familie, Gesundheit und Sozialordnung gewählt, es war sein letztes großes Amt. Daneben schrieb er auch mehrere Beiträge für die jährlich erschienenen Merziger Kreisheimatbücher.

## Politik
Paulus war auch kommunalpolitisch tätig, so gehörte er dem Gemeinderat und dem Merziger Kreistag an. Von 1960 bis 1965 hatte er eine Wahlperiode lang ein Mandat im saarländischen Landtag inne.

## Auszeichnungen und Ehrungen
- 1974: Ehrenvorsitzender der Kassenärztlichen Vereinigung Saar
- 1980: Bundesverdienstkreuzes 1. Klasse
- 1983: Hartmann-Thieding-Plakette des Hartmannbundes